# Estadio de Gran Canaria
Estadio de Gran Canaria je višenamjenski stadion te je smješten u Las Palmasu, glavnom gradu kanarskog otoka Gran Canarije. Od 2003. godine dom je lokalnom prvoligašu Las Palmasu čime je zamijenio stariji Estadio Insular.
Riječ je o modernom i najvećem stadionu na kanarskim otocima koji zadovoljava standarde FIFA-e i IAAF-a. Službeno je otvoren 2003. godine prijateljskom utakmicom u kojoj je domaći Las Palmas slavio nad briselskim Anderlechtom s 2:1. Također, ondje je i španjolska reprezentacija odigrala dvije nogometne utakmice a selekcija Kanara jedan susret.
Osim nogometa, Estadio de Gran Canaria se koristio i za motocross natjecanjima u slobodnom stilu te za koncerte. Tako su ondje svoje koncerte održali Bryan Adams, Shakira, La Oreja de Van Gogh, Juanes, Gloria Estefan i Sting.

## Odigrane utakmice na stadionu
| 18. kolovoza 2004. ???        |     |                         |                                                                                                |
| Španjolska                    | 3:2 | Venezuela               | Estadio de Gran Canaria, Las Palmas Utakmica: prijateljska utakmica Gledatelja: ??? Sudac: ??? |
| Morientes 40' Tamudo 51', 65' |     | Rojas 45' Castellín 90' | Estadio de Gran Canaria, Las Palmas Utakmica: prijateljska utakmica Gledatelja: ??? Sudac: ??? |

| 21. studenog 2007. 18:00 |     |                | |
| Španjolska               | 1:0 | Sjeverna Irska | Estadio de Gran Canaria, Las Palmas Utakmica: kvalifikacije za EURO 2008 Gledatelja: 31.000 Sudac: Herbert Fandel (Njemačka) |
| Xavi 52'                 |     |                | Estadio de Gran Canaria, Las Palmas Utakmica: kvalifikacije za EURO 2008 Gledatelja: 31.000 Sudac: Herbert Fandel (Njemačka) |

| 28. prosinca 2007. ??? |     |        |                                                                                                |
| Kanarski otoci         | 2:0 | Angola | Estadio de Gran Canaria, Las Palmas Utakmica: prijateljska utakmica Gledatelja: ??? Sudac: ??? |
| Cardona 36' Larena 47' |     |        | Estadio de Gran Canaria, Las Palmas Utakmica: prijateljska utakmica Gledatelja: ??? Sudac: ??? |